# Adoxosia excisa
Adoxosia excisa là một loài bướm đêm thuộc phân họ Arctiinae, họ Erebidae.